# (471318) 2011 JF31
(471318) 2011 JF31 est un objet transneptunien classé comme cubewano.

## Caractéristiques
(471318) 2011 JF31 mesure environ 410 km de diamètre, ce qui le qualifie comme un candidat au statut de planète naine.